# Glycera chirori
Glycera chirori är en ringmaskart som beskrevs av Izuka 1912. Glycera chirori ingår i släktet Glycera och familjen Glyceridae. Inga underarter finns listade i Catalogue of Life.